# Triptologa aliena
Triptologa aliena är en fjärilsart som beskrevs av Edward Meyrick 1922. Triptologa aliena ingår i släktet Triptologa och familjen praktmalar, Oecophoridae. Inga underarter finns listade i Catalogue of Life.